# Martha Mendel
Martha Mendel (* 8. Oktober 1907 in Düsseldorf; † 17. März 1975 in Gießen), die „eiserne Martha“, war eine deutsche Sportlehrerin, Segelfliegerin, Fallschirmspringerin und Flugzeugbauerin, die 1930 in Mainz im Mittelrheinischen Verein für Luftfahrt die erste deutsche Frauen-Segelfluggruppe, die Damen-Segelfluggruppe Mainz-Wiesbaden gründete. Im April 1935 erzielte sie einen Weltrekord im Dauersegelflug.

## Leben
Martha Mendel besuchte die Mädchen-Mittelschule in Düsseldorf und wurde in Bonn zur Handarbeits- und Hauswirtschaftslehrerin ausgebildet, gefolgt von einer Ausbildung zur Gymnastik- und Turnlehrerin an der Frauenarbeitsschule Mainz (heute die berufsbildende Sophie-Scholl-Schule). Nach Abschluss der Ausbildungen wurde sie in Gießen an der Aliceschule als Ausbilderin für Turnlehrerinnen eingesetzt. Später schloss sie noch eine Ausbildung zur Ruderlehrerin ab. Von 1935 bis 1971 unterrichtete sie an der Schillerschule – heute Georg-Büchner-Schule – Sport. Sie war zeitweise Lehrbeauftragte an der Justus-Liebig-Universität Gießen.
Nach dem Zweiten Weltkrieg war sie 1952 Gründungsmitglied des Aero-Club Lützellinden und Wieseck.
Martha Mendel starb am 17. März 1975 in der Frauenklinik Gießen; ihre langjährige Freundin Hanna Reitsch drehte ihr zu Ehren einige Schleifen über dem Krankenhaus.

## Frauen-Segelfluggruppe
Die 1930 unter der Leitung von Martha Mendel gegründete Segelfluggruppe war dem Mittelrheinischen Verein für Luftfahrt e.V. angeschlossen und bestand bei ihrer Gründung aus 16 Sportlehrerinnen und -studentinnen des Turnseminars der Frauenarbeitsschule Mainz. Im Januar 1930 begann die Gruppe auf dem „Großen Sand“ mit der Einsitzerschulung.
Im Frühjahr 1931, als die Studentinnen ihre Ausbildung abschlossen und ihre Arbeitsstellen an anderen Schulen antraten, blieben nur vier Frauen übrig, die sich zunächst der Männer-Segelfluggruppe anschließen mussten, bevor sie 1932 ihren Verein neu gründen konnten.
Im Sommer 1932 trat Mendel anlässlich des 13. Rhön-Wettbewerbs auf der Wasserkuppe mit dem von der Gruppe gebauten Kassel-20-Flugzeug an. Dabei gelangen ihr nur vier Starts, was für einen vorderen Rang zu wenig war, doch sie wurde mit einer Ehrenmedaille ausgezeichnet. 1933 war Mendel zum Wettbewerb ebenfalls gemeldet, trat jedoch nicht an.

## Sportliche Ausbildung
Martha Mendel erwarb ihren A-Schein im Frühjahr 1931, den B-Schein im folgenden Herbst und den C-Schein im Frühjahr 1932. Sie war eine der ersten Segelfliegerinnen, die in der 1931 eingeführten Flugzeugschleppmethode ausgebildet wurden.
Im Juni 1937 erwarb sie das Segelflug-Leistungsabzeichen. An der Segelflugschule der DFS in Griesheim besuchte sie einen Lehrgang für ingenieurmäßiges Segelfliegen.

## Sportliche Erfolge
Im Mai 1932 stellte Mendel mit 800 Metern Höhe ihren ersten Segelflug-Rekord auf. Im April 1935 stellte sie mit 11 Stunden und 28 Minuten einen neuen Weltrekord im Dauersegelflug auf, der bisher von Hanna Reitsch gehalten wurde. Im selben Monat absolvierte sie ihren ersten Fallschirmsprung.

## Ehrungen
In Gießen ist der zum Segelfluggelände im Stadtteil Wieseck führende Martha-Mendel-Weg nach ihr benannt.